# Il est de retour (film)
Pour le roman original, voir Il est de retour.
À ne pas confondre avec le téléfilm « Il » est revenu
Pour plus de détails, voir Fiche technique et Distribution.
Il est de retour (Er ist wieder da) est une comédie allemande coécrite et réalisée par David Wnendt, sortie en 2015. Il s'agit d'une adaptation du roman du même titre écrit par Timur Vermes.
Le film débute alors qu'Adolf Hitler se réveille soixante-dix années après la fin de la Seconde Guerre mondiale dans un parc de Berlin à l'emplacement de son Führerbunker (démoli,bil est le lieu de son suicide). Rapidement, il reprend la politique pour remettre le pays dans le droit chemin.

## Synopsis
Adolf Hitler se réveille dans un parc où se trouvait autrefois son Führerbunker, lieu de son suicide. Alors qu'il erre, désorienté, à travers la ville, il interprète les situations et les choses modernes du point de vue de la guerre. Tous ceux qu'il rencontre supposent qu'il est un acteur imitant Hitler. Tentant de demander des instructions à la Chancellerie du Reich, Hitler se dispute avec un mime et se fait asperger de poivre par une jeune mère terrifiée. En arrivant dans un kiosque à journaux et en apprenant qu'il est en 2014, il s'évanouit.
Pendant ce temps, le cinéaste Fabian Sawatzki est licencié de la chaîne de télévision MyTV et regarde avec découragement le documentaire qu'il tournait dans le parc où Hitler s'est réveillé. Voyant ce dernier en arrière-plan, Sawatzki le recherche, espérant pouvoir l'utiliser pour récupérer son emploi. 
En se réveillant au kiosque, Hitler s'informe sur l'Allemagne moderne. Grâce aux journaux, il découvre une nation complètement différente de celle qu'il a quittée : ce qui ne lui plaît pas. Déplorant que la Pologne existe toujours et que des régions anciennement allemandes en font désormais partie, Hitler conclut que toute la guerre n'a servi à rien. Il pense alors que le destin l'a ressuscité pour une bonne raison et jure de continuer son travail.
Après avoir retrouvé Hitler au kiosque, Sawatzki lui propose de voyager à travers l'Allemagne et de le filmer pour YouTube. Hitler accepte et ils partent ensemble. Voyageant vers la côte de la mer du Nord à la Bavière, Sawatzki filme Hitler interagissant avec des Allemands ordinaires, leur promettant de résoudre leurs problèmes avec les migrants et les travailleurs immigrés. Quand un Bavarois dit à Hitler qu'il ne le suivra jamais, ce dernier demande son nom et son adresse, lui disant que c'est pour « la première vague d'arrestations ». Le Bavarois répond qu'il n'est pas inquiet.
Le projet de Sawatzki d'enregistrer une vidéo sous forme de clip centré sur Hitler se termine lorsqe ce dernier tire sur un chien avec un pistolet FN Model 1910 dissimulé. Sawatzki est indigné ;  Hitler le traite de faible et jure de faire de lui un homme. 
Alors que leurs vidéos sont vues en ligne plus d'un million de fois, Sawatzki et Hitler retournent à Berlin. Sawatzki présente à la fois Hitler et son idée de programme aux dirigeants de la station MyTV. La présidente de MyTV, Katja Bellini, envisage d'utiliser Hitler dans l'une des comédies de la chaîne. Avant le spectacle, Hitler découvre Internet et l'utilise pour préparer son retour en politique. À l'antenne, Hitler présente ses plans pour un État fasciste ethniquement homogène et produit, involontairement, un grand succès de comédie. 
Alors que son succès augmente, Christoph Sensebrink, l'un des dirigeants de MyTV, découvre les images non montrées d'Hitler tirant sur le chien. Il diffuse les images, ruinant les carrières naissantes d'Hitler, de Sawatzki et de  Bellini, tout en utilisant le scandale pour se mettre en avant et obtenir le poste de chef de la chaîne.
Avec l'aide de Bellini et de Sawatzki, Hitler publie un livre autobiographique sur sa nouvelle vie au XXIe siècle, qui devient un best-seller. Peu de temps après, Sawatzki transforme le livre en film. Sans Hitler, les notes et les revenus publicitaires de MyTV baissent précipitamment et Sensebrink, après une crise de rage, réengage Hitler.
Pendant la visite de Sawatzki et d'Hitler chez Vera Krömeier, la grand-mère de cette dernière reconnaît Hitler et le réprimande pour ses crimes de guerre, dont elle est une rescapée.
Pendant le tournage de son propre film, Hitler est agressé par deux néonazis qui le prennent pour un imposteur se moquant de leurs convictions. Hospitalisé, la nouvelle de son agression suscite la sympathie, lui conférant un statut favorable auprès du peuple allemand. 
Pendant sa convalescence, Sawatzki examine d'anciennes images et repère une anomalie en arrière-plan avant la première apparition d'Hitler. De retour sur les lieux, il découvre des feuilles brûlées, réalisant avec effroi que l'individu qu'il a rencontré était bel et bien le véritable Hitler. Se précipitant à l'hôpital pour confronter Hitler à sa découverte, il trouve Katja, qui affirme qu'Hitler est au studio de cinéma. Ne comprenant pas les propos de Sawatzki quant à la réelle identité d'Hitler, il saccage la chambre d'hôpital et s'enfuit.
Sawatzki arrive au studio de cinéma et rattrape Hitler sur le toit du studio avant de le mettre en joue avec son pistolet. Calmement, Hitler lui répond qu'il a été élu par le peuple allemand. Furieux, Sawatzki tire sur Hitler au visage et le regarde tomber du toit jusqu'à sa mort apparente. Soudain, Hitler réapparaît derrière Sawatzki, affirmant qu'il ne peut pas être tué, car il fait partie de tous les Allemands. Toute cette scène se révèle être une partie du film, Sawatzki étant une doublure avec un masque en silicone. Le vrai Sawatzki a été interné dans un hôpital psychiatrique après sa précédente explosion.
Une fois le film terminé, Hitler sent qu'il est sur la voie d'un retour politique pour rendre sa grandeur passée à l'Allemagne. Il est plus populaire que jamais et les Allemands nationalistes lui donnent l'espoir que l'Allemagne sera prête pour son retour au pouvoir. Avec Hitler et Bellini sur le siège arrière d'un cabriolet Mercedes-Benz W111 ouvert et parmi les images de manifestations nationalistes réelles, le film se termine avec les mots d'Hitler : « Je peux travailler avec ça ».

## Fiche technique
- Titre original : Er ist wieder da
- Titre international : Look Who's Back
- Titre français : Il est de retour
- Réalisation : David Wnendt
- Scénario : Mizzi Meyer et David Wnendt, d'après le roman du même titre de Timur Vermes
- Direction artistique : Jenny Rösler
- Décors : Axel Nocker
- Costumes : Elke von Sivers
- Photographie : Hanno Lentz
- Son : Paul Rischer
- Montage : Andreas Wodraschke
- Musique : Enis Rotthoff
- Production : Lars Dittrich et Christopher Müller
- Sociétés de production : Mythos Film ; Claussen Wöbke Putz Filmproduktion et Constantin Film Produktion (coproductions)
- Société de distribution : Constantin Film (Allemagne)
- Pays de production :  Allemagne
- Langue originale : allemand
- Genre : Comédie dramatique, fantastique
- Durée : 116 minutes
- Dates de sortie :
  - Allemagne : 8 octobre 2015
  - France : 9 avril 2016[1] (Netflix) ; 17 mai 2016 (VOD)[2]

## Distribution
- Oliver Masucci (VF : Bruno Choel) : Adolf Hitler
- Fabian Busch (en) (VF : Benoît DuPac) : Fabian Sawatzki
- Christoph Maria Herbst (en) (VF : Thierry Wermuth) : Christoph Sensenbrink
- Katja Riemann (VF : Déborah Perret) : Katja Bellini
- Franziska Wulf (de) : Vera Krömeier
- Lars Rudolph (de) : le vendeur du kiosque à journaux
- Michael Kessler (en) : Michael Witzigmann

 Source et légende : version française (VF) sur RS Doublage

## Production

### Tournage

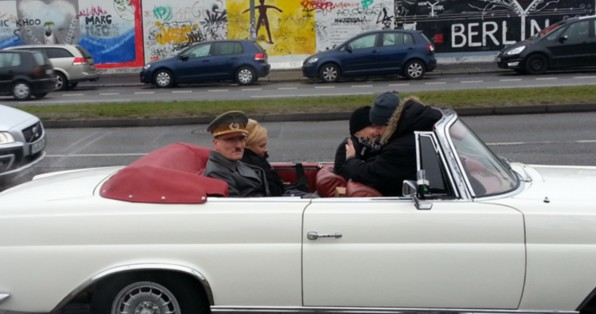
Photo prise lors du tournage dans les rues de Berlin.

David Wnendt et l'équipe du tournage commencent à filmer à partir du 8 novembre 2014 pour finir le 22 décembre 2014 à Berlin, à Munich, sur l'île de Sylt et au port de Gelsenkirchen. Le film a été tourné de temps en temps en caméra cachée, en particulier dans des groupes de néonazis pour le besoin de certaines scènes.

## Remake
Un remake italien est sorti le 1er février 2018 en Italie. Il imagine le même scénario mais avec le retour de Benito Mussolini à Rome en 2017. Son titre original est Sono tornato (littéralement « Je suis de retour »). Il suit le même principe de réflexion sur l'extrême droite et comporte également des scènes véritables filmées en caméra cachée.